# Stroncianit
A stroncianit a karbonátásványok közé tartozó ásvány. Az aragonittal sokszor izomorf, de sűrűsége annál magasabb értékű. Az ásvány gyenge radioaktivitást mutat. UV fényben kissé fluoreszkál. Skóciában Crawford közelében a Stontian bánya telérében találták 1787-ben, innen ered elnevezése. 1808-ban Davy állította elő belőle elektrolízissel a stroncium nevű könnyűfémet, amely fontos ötvözőanyag. Szénsavas ásványvizek sok esetben tartalmaznak stroncianitot. A stroncium fontos ipari forrása.

## Kémiai összetétele
- Stroncium (Sr) = 59,4%
- Szén (C) = 8,1%
- Oxigén (O) = 32,4%

## Keletkezése
Másodlagosan, hidrotermásan keletkezik érc telérekben.Gyakran mészkő és márga repedéseiben, üregeiben válik ki. Jellemzően kishőmérékletű hidrotermás telepek járulékos ásványa.  Gyakran galenit, szfalerit és kalkopirit telérekben jelenik meg. Kapcsolódik más karbonátokhoz, így kalcithoz és dolomithoz, de kvarc mellett is megtalálható.
Kísérő ásványok: barit, kalcit.
Hasonló ásványok: aragonit, nátrolit, kalcit, dolomit és a cölesztin.

## Előfordulása
Megtalálható Románia területén Rézbánya (Baita) térségében. Ausztria területén Salzburg környékén. Horvátországban Rodboj közelében kéntartalmú márgák repedéseiben feldúsulva található. Németországban Baden-Württemberg tartományban, a Fekete-erdő térségében, Hessen tartományban Obergembeck vidékén, Észak-Rajna-Vesztfália tartományban Hamm város közelében vannak a legnagyobb telepek, Münsterland területén több helyen megtalálható és a Harz-hegységben Clausthal közelében. Csehországban Trinec és Sosna közelében ismertek előfordulásai. Lengyelország területén a sziléziai tájegységben több helyen megtalálható.  Skócia területén ismertek előfordulásai. Az Egyesült Államokban Arizona és Kalifornia szövetségi államok területén vannak jelentősebb előfordulások. 